# Flashback
Flashback hay "hồi tưởng lại" (đôi lúc cũng được gọi là analepsis) là một khái niệm sử dụng trong phim ảnh và văn học, là cảnh xen kẽ để đưa câu chuyện ngược thời gian kể từ điểm hiện tại trong câu chuyện diễn biến của bộ phim. Flashback thường được sử dụng để kể lại các diễn biến đã có trong quá khứ trước khi chuỗi sự kiện chính diễn ra, mục đích để chi tiết thêm cho cốt truyện quan trọng của bộ phim. Còn theo chiều hướng khái niệm ngược lại, flashforward (hoặc prolepsis) cho thấy các sự kiện sẽ xảy ra trong tương lai. Cả flashback và flashforward đều được sử dụng để liên kết cả câu chuyện, phát triển một nhân vật nhất định, hoặc bổ sung thêm vào cấu trúc của mạch diễn biến câu chuyện. Trong văn học, khái niệm internal analepsis là sự hồi tưởng về một thời điểm trước đó nhưng vẫn nằm trong câu chuyện chính; external analepsis là sự hồi tưởng về một thời gian nào đó trước khi câu chuyện chính thực sự bắt đầu.
Trong phim ảnh, flashback mô tả trải nghiệm chủ quan của một nhân vật nhất định bằng cách thể hiện ký ức về một sự kiện trước đó, thông thường điều này được sử dụng để "giải quyết một bí ẩn" trong câu chuyện ("resolve an enigma"). Flashback rất quan trọng trong các thể loại phim ảnh như film noir và melodrama. Trong phim ảnh và truyền hình, người ta đưa vào một số kỹ thuật của camera, các hiệu chỉnh và hiệu ứng đặc biệt được đưa vào để chú ý người xem rằng phân cảnh diễn ra là flashback hoặc flashforward. Ví dụ như, các cạnh của khung hình có thể bị cố tình làm mờ, hình ảnh có thể bị méo hoặc nhòe, màu sắc bất thường hoặc tông màu nâu đỏ hay thậm chí đơn sắc trong khi toàn bộ câu chuyện chính diễn ra dưới tông màu đầy đủ, đều có thể được sử dụng trong khái niệm này. Phân cảnh bị mờ dần hoặc tan biến, người ta sử dụng camera tập trung vào khuôn mặt của nhân vật và có thể được dẫn bởi giọng nói của người kể chuyện (phân cảnh thể hiện ký ức của nhân vật).